# Macsuzy Mondon
Macsuzy Mondon là một chính trị gia Seychelles, từng phục vụ trong Nội các Seychelles với tư cách là Bộ trưởng được chỉ định và Bộ trưởng của Chính quyền địa phương kể từ tháng 10 năm 2016.

## Sự nghiệp
Mondon, một giáo viên cũ, được bổ nhiệm làm Bộ trưởng Bộ Y tế năm 2006 và sau đó giữ chức Bộ trưởng Bộ Giáo dục từ năm 2010 đến 2016. Trong nội các của Tổng thống Danny Faure, được bổ nhiệm vào tháng 10 năm 2016, bà trở thành người phụ nữ đầu tiên giữ chức Bộ trưởng được chỉ định; cô đã tuyên thệ vào ngày 28 tháng 10, và cô cũng được bổ nhiệm làm Bộ trưởng Chính quyền địa phương vào ngày 29 tháng 10, trong khi rời khỏi vị trí Bộ trưởng Bộ Giáo dục. Trong tháng 4 năm 2018, cải tổ Thanh niên, Thể thao, Văn hóa và Thảm họa đã được thêm vào các bộ của bà.